# 瑞士總統
瑞士聯邦總統（德語：Bundespräsident），又稱瑞士聯邦主席，是瑞士聯邦委員會的七位委員之一，由瑞士聯邦議會選出，任期一年，不得連任。在傳統上，此職位是由上一年的联邦副主席（德語：Vizepräsident）继任。联邦副主席同样也是一年一任。
嚴格上，聯邦總統並非瑞士的國家元首，此職位的地位稱為「同輩者之首」（Primus inter pares），除了一部分特殊職責之外，總統並沒有高於其他聯邦委員會委員的權力，僅負責主持會議。聯邦總統是聯邦委員會開會時的當然主席。
現任瑞士聯邦總統是卡琳·凯勒-祖特尔，於2025年1月1日就任。

## 外部連結
- President of the Swiss Confederation 2006 （页面存档备份，存于） -- official site.